# Rezendezius lanei
Rezendezius lanei is een hooiwagen uit de familie Gonyleptidae.